# Miravista Films
Miravista Films, créée en 2002, est un label argentin de Walt Disney Studios Entertainment. La société basée en Argentine est spécialisée dans la production locale et la distribution des films des autres labels du groupe Disney.

## Historique
Le 1er octobre 2003, avec la dissolution du partenaire espagnole Admira, le label Miravista devient une filiale à part entière de Disney.

## Filmographie
Source: Chronique Disney
- 2003 : O Caminho das Nuvens, Brésil
- 2003 : Ladies' Night, Mexique
- 2004 : Viva Voz, Brésil
- 2004 : A Dona da História, Brésil
- 2005 : Roméo et Juliette se Marient, Brésil
- 2005 : Jogo Subterrâneo, Brésil
- 2006 : Cansada de Besar Sapos, Venezuela
- 2006 : Didi, o Caçador de Tesouros, Brésil
- 2006 : A Máquina, Brésil
- 2006 : Muito Gelo e Dois Dedos D'Água, Brésil
- 2006 : Fica Comigo Esta Noite, Brésil
- 2006 : Sólo Dios sabe, Mexique
- 2006 : L'Année où mes parents sont partis en vacances, Brésil
- 2006 : 1972, Brésil
- 2006 : O Cavaleiro Didi e a Princesa Lili, Brésil
- 2007 : O Magnata, Brésil
- 2007 : Caixa 2, Brésil
- 2007 : Polaróides Urbanas, Brésil
- 2007 : Inesquecível, Brésil
- 2007 : Turma da Mônica em Uma Aventura No Tempo, film d'animation, Brésil
- 2008 : Tourbillons, Brésil
- 2010 : Succedió en un Día, Mexique
- 2010 : Sin Ella, Mexique
- 2011 : Qualquer Gato Vira Lata, Brésil
- 2014 : S.O.S. Mulheres ao Mar, Brésil
- 2015 : Qualquer Gato Vira Lata 2, Brésil